# Thomas Kirchner (Kunsthistoriker)
Thomas Kirchner (* 4. Juli 1954 in Lindlar) ist ein deutscher Kunsthistoriker und ehemaliger Direktor des Deutschen Forums für Kunstgeschichte (Centre allemand d’histoire de l’art) in Paris.

## Leben
Thomas Kirchner studierte Kunstgeschichte, Geschichte und Philosophie in Bonn, Berlin und Paris. An der Universität Bonn wurde er mit einer Arbeit über das Thema „L’expression des passions. Ausdruck als Darstellungsproblem in der französischen Kunst und Kunsttheorie des 17. und 18. Jahrhunderts“ promoviert.
Nach Tätigkeiten im Museums- und Ausstellungsbereich folgte eine Assistenz an der FU Berlin. An der FU Berlin habilitierte er mit einer Arbeit über das Thema „Der epische Held. Historienmalerei und Kunstpolitik im Frankreich des 17. Jahrhunderts“. Ab 1999 war er Inhaber des Lehrstuhls für Neuere und neueste Kunstgeschichte an der Universität Heidelberg. Von 2002 bis Januar 2014 hatte Kirchner den Lehrstuhl für Mittlere und neuere Kunstgeschichte am Kunstgeschichtlichen Institut der Universität Frankfurt am Main inne, wo er seit der Übernahme der Direktion am Deutschen Forum für Kunstgeschichte in Paris beurlaubt war.
Von 2009 bis zu seinem Weggang aus Frankfurt im Jahr 2014 war Thomas Kirchner Mentor im Gründerzentrum der Frankfurter Universität „Goethe-Unibator“ und Beiratsmitglied der Coneda UG.
Von Herbst 2011 bis Herbst 2012 war er Fellow des Getty Research Institute in Los Angeles, und von 2014 bis 2022 leitete er als Direktor das Deutsche Forum für Kunstgeschichte (Centre allemand d’histoire de l’art) in Paris.
Seine Forschungsschwerpunkte liegen bei der Französischen Kunst des 17. und 18. Jahrhunderts, der Geschichte der Kunsttheorie, Historischer Emotionsforschung, Geschichte der Physiognomik, Kunst und Wissenschaft sowie der Kunst zwischen 1945 und 1960.

## Schriften
Neben Beiträgen in Fachzeitschriften schreibt Kirchner auch für die Enzyklopädie der Neuzeit.
- L’expression des passions. Ausdruck als Darstellungsproblem in der französischen Kunst und Kunsttheorie des 17. und 18. Jahrhunderts. von Zabern, Mainz 1991, ISBN 3-8053-1165-6.
- Der epische Held. Historienmalerei und Kunstpolitik im Frankreich des 17. Jahrhunderts. Fink, München 2001, ISBN 3-7705-3397-6.
- Les Reines de Perse aux pieds d'Alexandre de Charles Le Brun. Tableau-manifeste de l'art français du XVIIe siècle. Éditions de la Maison des Sciences de l'Homme, Paris 2013, ISBN 978-2-7351-1617-1.

Herausgeberschaften
- Geschichte und Ästhetik. Festschrift für Werner Busch zum 60. Geburtstag. Deutscher Kunstverlag, München/Berlin 2004, ISBN 3-422-06529-6.
- Joachim von Sandrart: Teutsche Academie der Bau-, Bild- und Mahlerey-Künste, Nürnberg 1675–1680, wissenschaftlich kommentierte Online-Edition, http://ta.sandrart.net, gemeinsam hrsg. mit Alessandro Nova, Carsten Blüm, Anna Schreurs und Thorsten Wübbena, 2008–2012.

## Festschrift
2019 erschien eine Festschrift zu Ehren von Kirchner, die sowohl im „Open Access“ erreichbar ist als auch als „Book on Demand“ erworben werden kann:
- Marlen Schneider und Ulrike Kern (Hrsg.): Imitatio – Aemulatio – Superatio: Bildpolitiken in transkultureller Perspektive. Thomas Kirchner zum 65. Geburtstag. Heidelberg: arthistoricum.net 2019 (doi:10.11588/arthistoricum.486).